# CALCOCO2
CALCOCO2 (англ. Calcium binding and coiled-coil domain 2) – білок, який кодується однойменним геном, розташованим у людей на короткому плечі 17-ї хромосоми. Довжина поліпептидного ланцюга білка становить 446 амінокислот, а молекулярна маса — 52 254.
| 10         |  | 20         |  | 30         |  | 40         |  | 50         |
| ---------- |  | ---------- |  | ---------- |  | ---------- |  | ---------- |
| MEETIKDPPT |  | SAVLLDHCHF |  | SQVIFNSVEK |  | FYIPGGDVTC |  | HYTFTQHFIP |
| RRKDWIGIFR |  | VGWKTTREYY |  | TFMWVTLPID |  | LNNKSAKQQE |  | VQFKAYYLPK |
| DDEYYQFCYV |  | DEDGVVRGAS |  | IPFQFRPENE |  | EDILVVTTQG |  | EVEEIEQHNK |
| ELCKENQELK |  | DSCISLQKQN |  | SDMQAELQKK |  | QEELETLQSI |  | NKKLELKVKE |
| QKDYWETELL |  | QLKEQNQKMS |  | SENEKMGIRV |  | DQLQAQLSTQ |  | EKEMEKLVQG |
| DQDKTEQLEQ |  | LKKENDHLFL |  | SLTEQRKDQK |  | KLEQTVEQMK |  | QNETTAMKKQ |
| QELMDENFDL |  | SKRLSENEII |  | CNALQRQKER |  | LEGENDLLKR |  | ENSRLLSYMG |
| LDFNSLPYQV |  | PTSDEGGARQ |  | NPGLAYGNPY |  | SGIQESSSPS |  | PLSIKKCPIC |
| KADDICDHTL |  | EQQQMQPLCF |  | NCPICDKIFP |  | ATEKQIFEDH |  | VFCHSL     |

A: Аланін

C: Цистеїн

D: Аспарагінова кислота

E: Глутамінова кислота

F: Фенілаланін

G: Гліцин

H: Гістидин

I: Ізолейцин

K: Лізин

L: Лейцин

M: Метіонін

N: Аспарагін

P: Пролін

Q: Глутамін

R: Аргінін

S: Серин

T: Треонін

V: Валін

W: Триптофан

Кодований геном білок за функцією належить до фосфопротеїнів. 
Задіяний у таких біологічних процесах, як автофагія, альтернативний сплайсинг. 
Локалізований у цитоплазмі, цитоскелеті, мембрані, цитоплазматичних везикулах.